# Кладбище советских офицеров во Вроцлаве

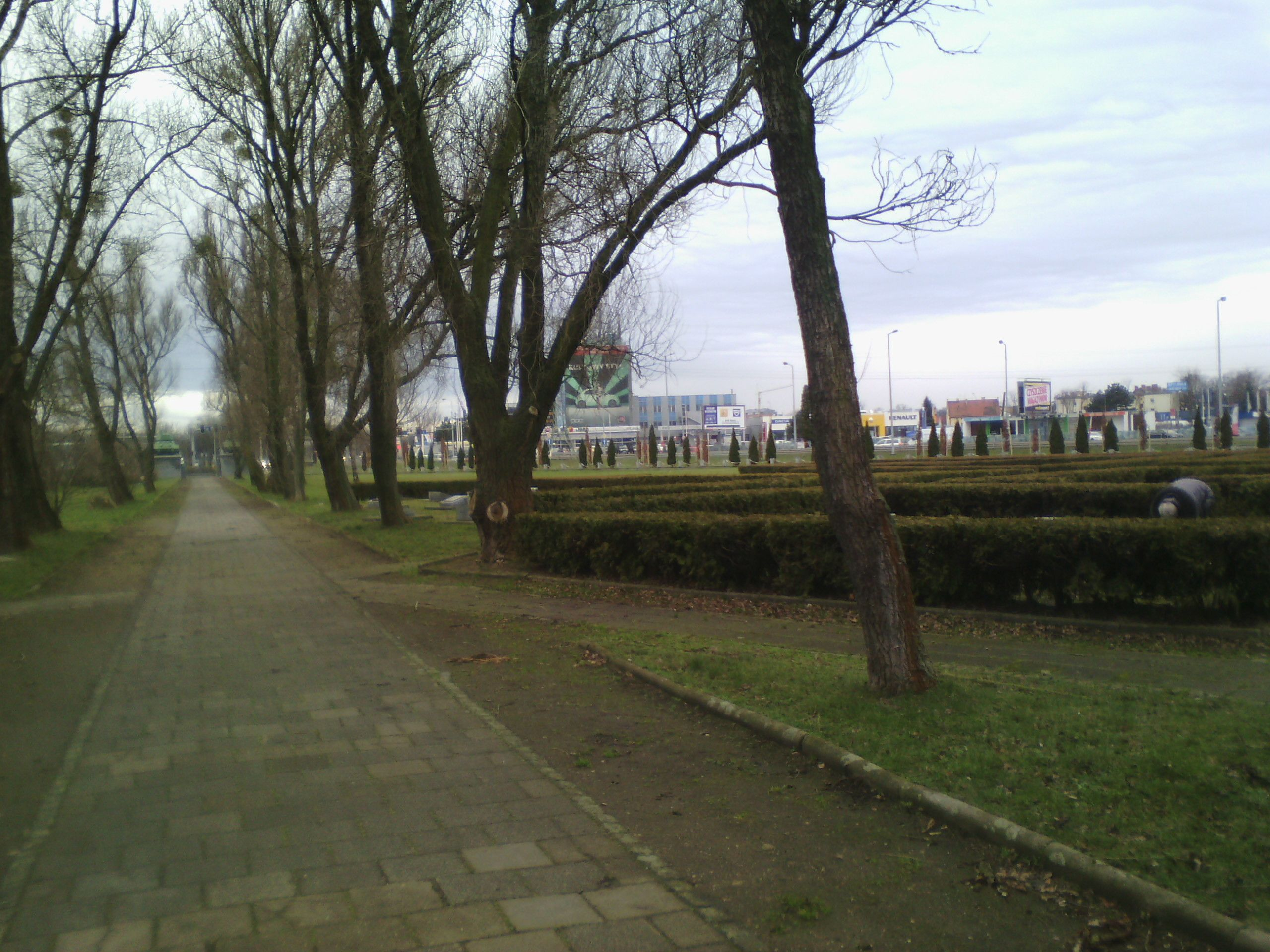
аллея перед входом на кладбище

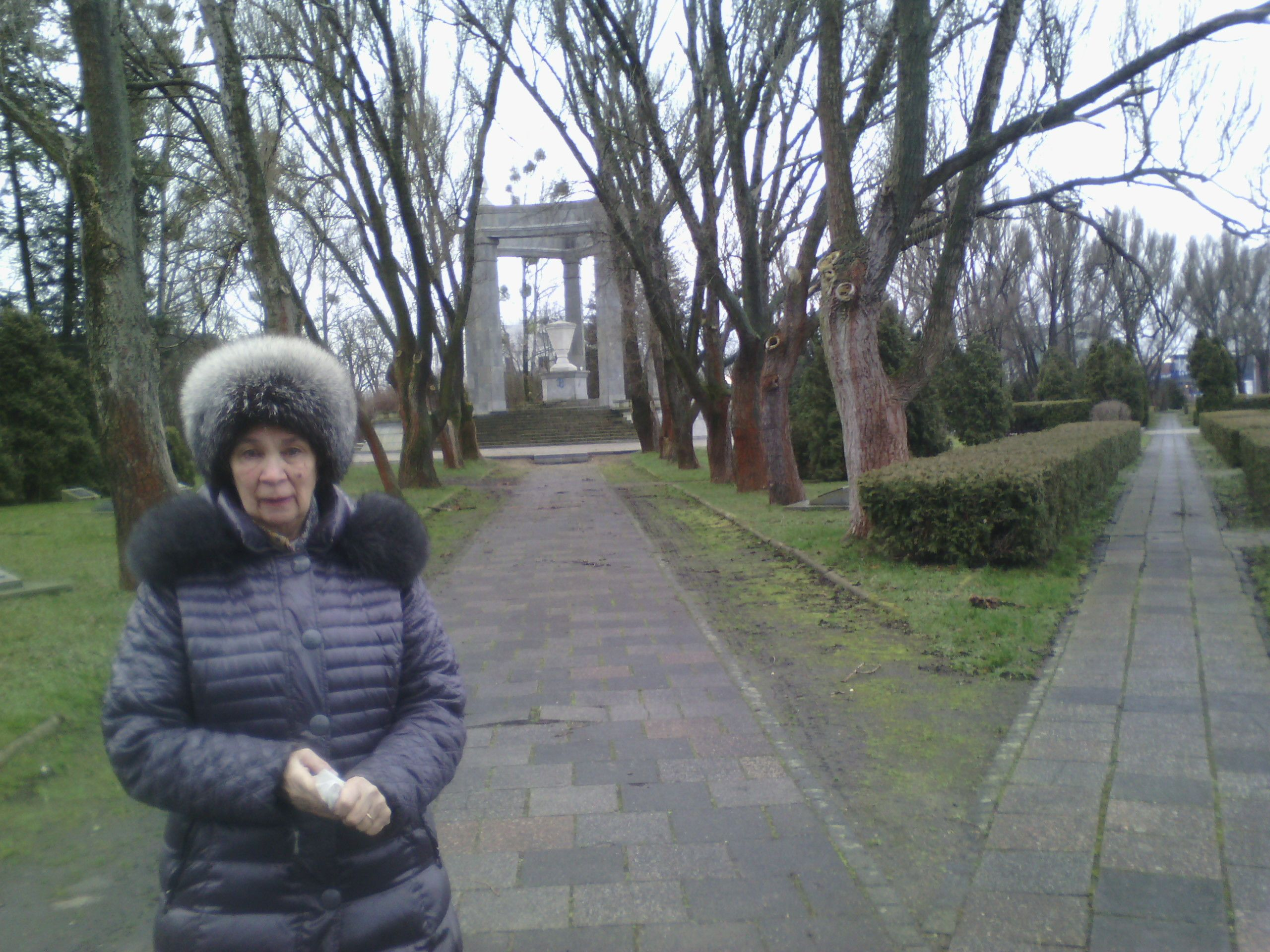
вид кладбища в 2015 году

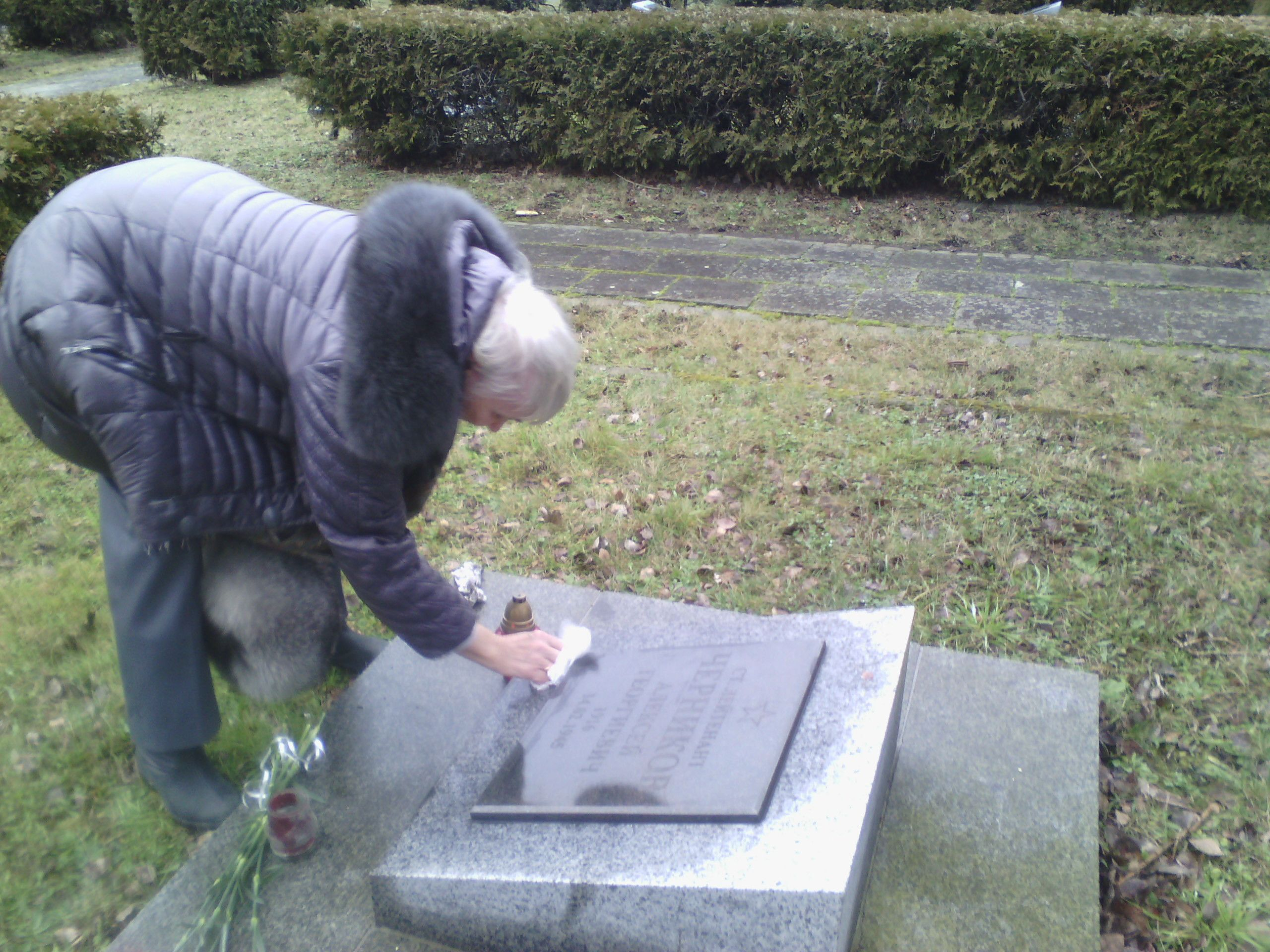
вид надгробий после ремонта

Кладбище советских офицеров во Вроцлаве (польск. Cmentarz Oficerów Radzieckich we Wrocławiu) — мемориальный комплекс во Вроцлаве, на котором похоронены 763 офицера Красной Армии, погибших в 1945 при штурме Бреслау.
Открыт в 1945 году. Площадь — 5,3 га.
В другой части города находится Кладбище советских солдат.

## Галерея

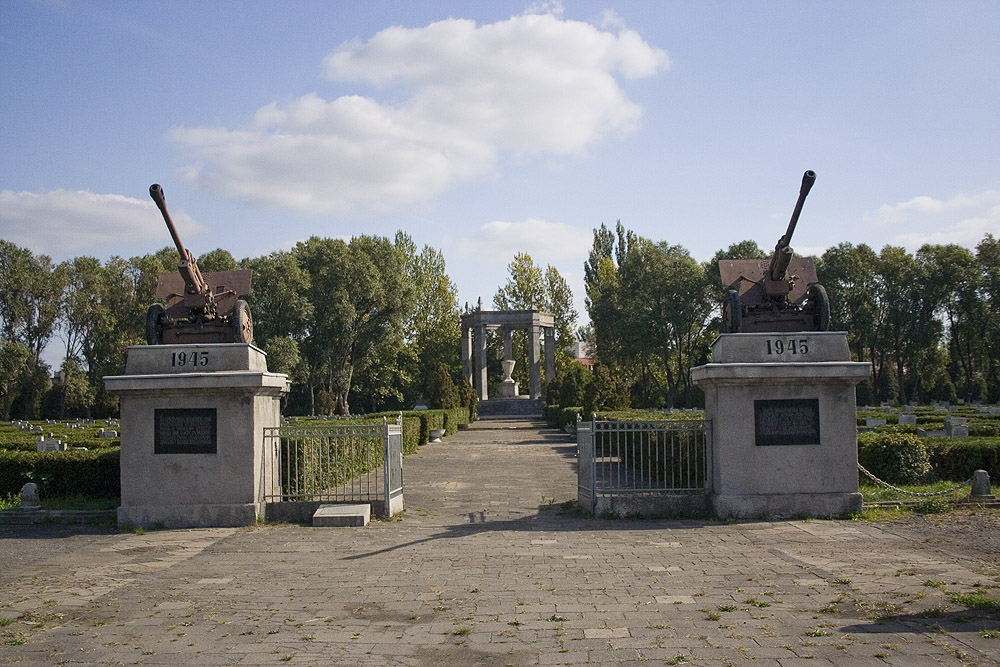
Главные ворота
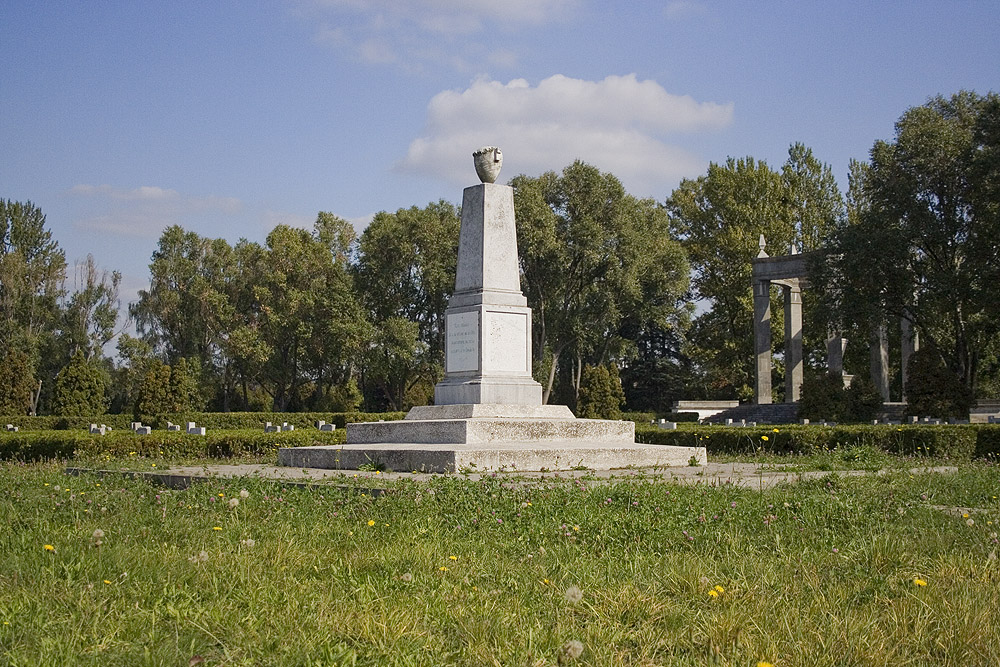
Обелиск
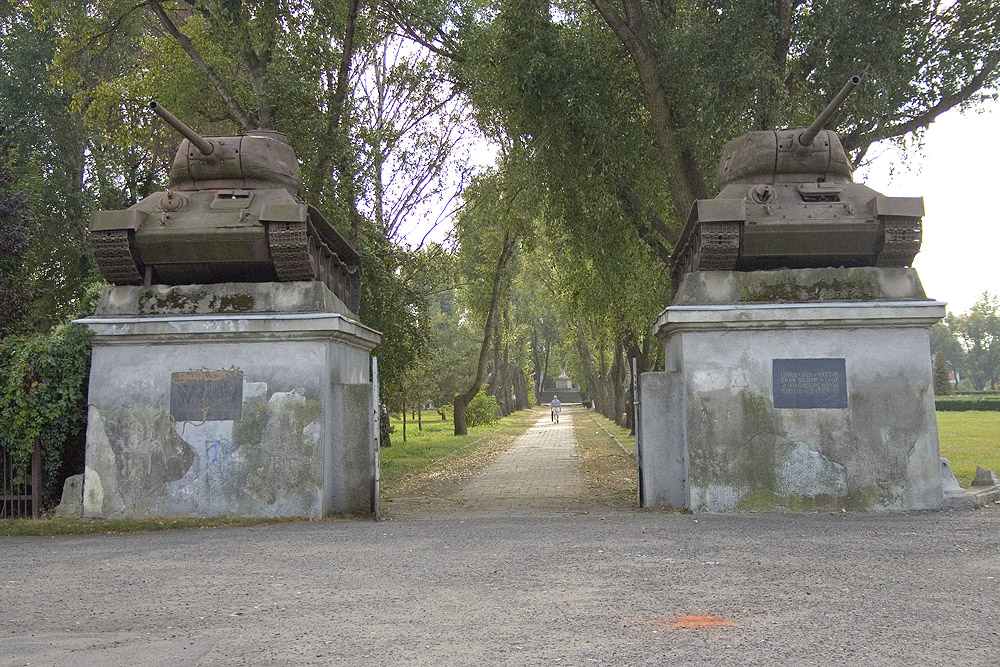
Северные ворота
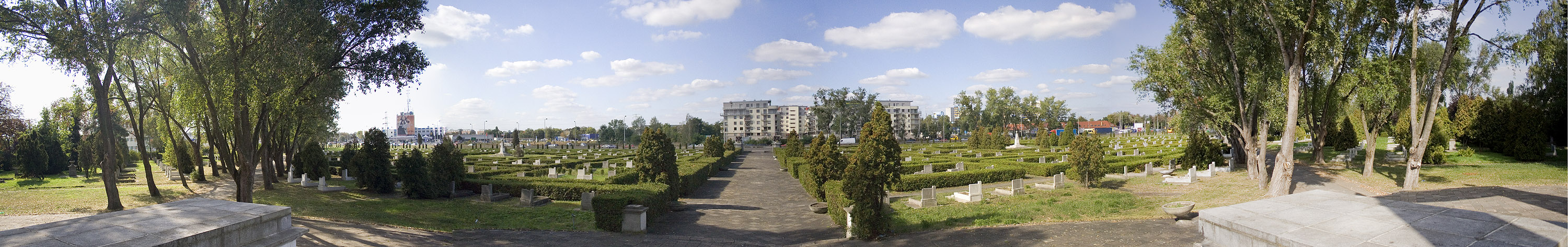
Панорама
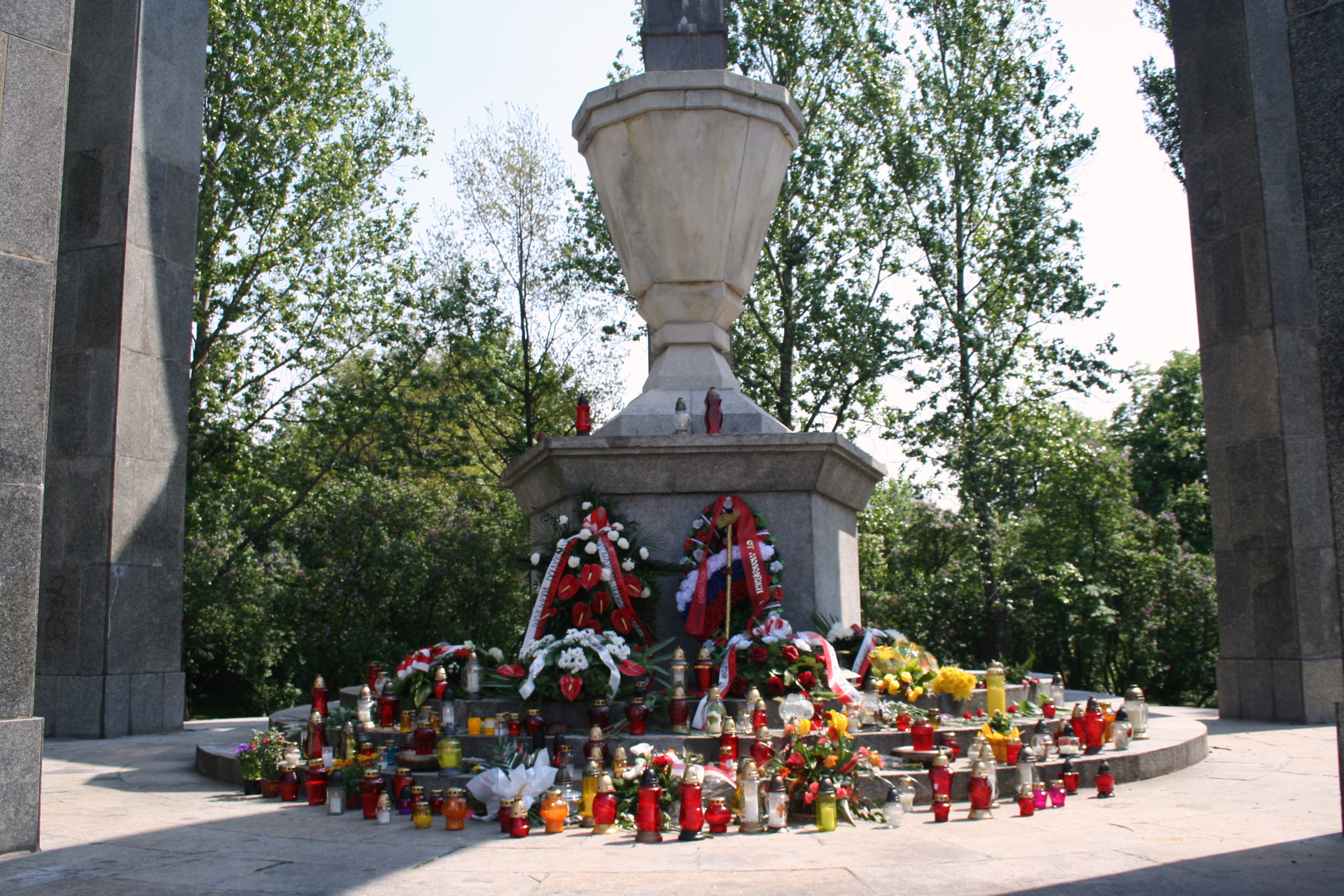
Кладбище 9 мая 2010 г.
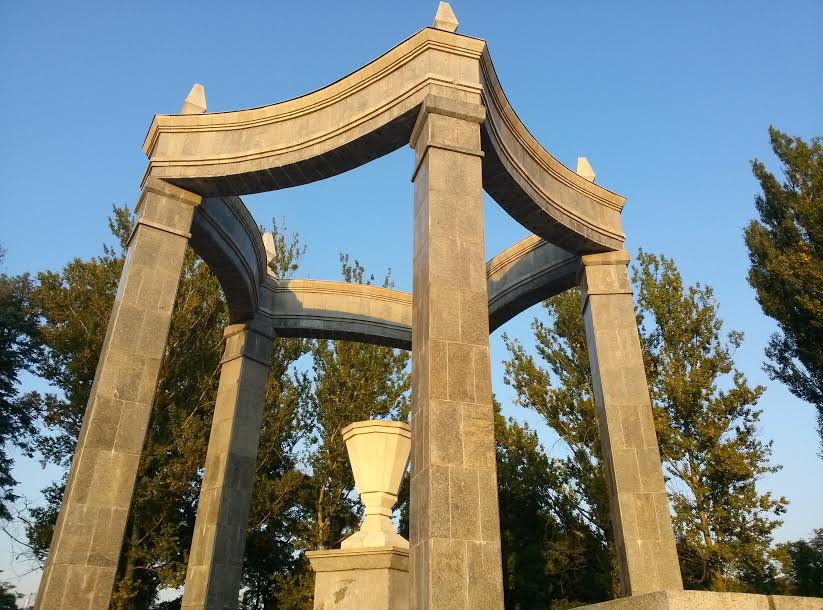
Глориетта